# Castell Nou de Pontons
El castell Nou de Pontons és un edifici de Pontons (Alt Penedès) declarat bé cultural d'interès nacional. Està situat dalt del puig del Fonoll sobre el congost de la riera de Pontons dominant l'engorjat de la riera i un bell panorama de l'Alt Penedès.
Castell documentat per primera vegada l'any 996, quan Hug de Cervelló adquireix els castells de Montagut, Querol i Pinyana; en aquesta venda és esmentat el castell de Pontons. La propietat del castell passà per diverses mans fins que l'any 1271 passà a ser propietat del monestir de Santes Creus. El terme de Pontons fou del monestir fins a l'abolició de les senyories al segle xix.

## Descripció
A la part superior del turó hi ha les escasses restes del castell. Era format bàsicament per una torre de planta circular i un ampli recinte que s'estenia sobretot per la banda meridional del turó. La banda nord era defensada per un vall (fossat) poc profund. Els murs de la torre tenien un gruix de 285 cm; només es conserven en la part meridional amb una alçada màxima d'1,5 m. Per la mida de les restes es pot deduir que la torre tenia una alçària de 20 m o fins i tot superior. La mida de la torre fa comprendre el munt de pedres de totes mides escampades per tots els voltants. L'aparell constructiu és de carreus de mida mitjana, com ara de 15 cm d'alt per 30 cm de llarg poc treballats i units amb morter de poca qualitat. Al costat sud de la torre surt un mur que té un gruix de 210 cm i una longitud d'uns 17 m. A tocar de l'espadat, aquest mur es desvia cap a llevant.

## Història
Segons la interpretació d'un document de 1067, s'esmenta un castell nou i un castell vell al terme de Pontons. El castell de Pontons deuria ser el nou. La situació del vell seria l'antiga quadra de Maspontons però no és gaire probable. L'any 996, Hug de Cervelló adquireix els castells de Montagut, Querol i Pinyana i en el document de venda s'hi esmenten els castells de Vilademàger, Celma, Albà i Pontons.
El castell era de domini comtal (adquirit pels comtes de Barcelona, Ramon Berenguer I i Almodis de la Marca el 1066), i el 1067 fou cedit en feu a Guillem Bernat d'Òdena. Posteriorment el feu passà als Castellvell. L'any 1111, Guillem Ramon I de Castellvell i el seu germà Dorca prestaven jurament de fidelitat a Ramon Berenguer III per aquest castell i d'altres. L'any 1121, Guillem de Castellvell va encomanar els castells d'Òdena i Pontons a Ramon d'Òdena donant-li la meitat del domini.
El 1138 Ramon Guillem d'Òdena donà a l'orde de l'Hospital unes terres i cases i l'església de Sant Joan del castell Nou de Pontons; el document indica la voluntat del donador de reconstruir i poblar el terme del castell de Pontons, que havia estat despoblat per «infestatione paganorum». Guillem d'Òdena, senyor de Pontons, va intervenir en les lluites civils de principi del segle xiii i signà la constitució de Pau i Treva a Vilafranca l'any 1217.
El 1271 el castell de Pontons passà a ser propietat del monestir de Santes Creus amb tota la jurisdicció. La venda del castell, efectuada pels marmessors de Ramon Guillem d'Òdena, fou confirmada pel rei Pere III el Cerimoniós el 1363 i la propietat continuà fins a l'abolició dels senyorius el segle xix.